# Mikroconchoecia curta
Mikroconchoecia curta is een mosselkreeftjessoort uit de familie van de Halocyprididae. De wetenschappelijke naam van de soort is voor het eerst geldig gepubliceerd in 1860 door Lubbock.